# Драгомир Дражевић
Драгомир Дражевић (Дренова, код Горњег Милановца, 14. новембар 1887 — Омеровић воде, 22. јул 1943) био је учесник Балканских, Првог светског рата и Народноослободилачке борбе и народни херој Југославије.

## Биографија
Рођен је 14. новембра 1887. године, у селу Дренови код Горњег Милановца, у сиромашној сеоској породици. Основну школу завршио је у селу Савинцу. Абаџијски занат учио је у Горњем Милановцу.
Врло рано пришао је радничком покрету и постао члан Српске социјалдемократске партије. Од своје деветнаесте године био је члан Синдикалног већа, 1910. године благајник у партијској организацији Горњег Милановца, а 1912. њен председник. Учествовао је на ванредном конгресу Српске социјалдемократске партије 1912. године, као делегат из Горњег Милановца. Истицао се као организатор бројних штрајкова и као говорник на првомајским прославама и другим радничким скуповима. Био је учесник Балканских и Првог светског рата.
После Првог светског рата, био је једна он најзапаженијих личности радничког покрета у Горњем Милановцу. Од 1919. године био је члан руководства КПЈ овог града, радио на оснивању партијских организација, био дописник „Радничких новина“.
Партијска организација Горњег Милановца изабрала га је за делегата на Вуковарском конгресу 1920. године. На општинским изборима августа 1920. године ушао је као комунистички одборник у општински одбор Горњег Милановца, а на изборима за Уставотворну скупштину новембра исте године, био је посланички кандидат на листи КПЈ за срез таковски.
После доношења Обзнане и Закона о заштити државе, полиција га је ухапсила 1921. године и држала у затвору 5 месеци. У његовом стану одржавани су илегални партијски састанци. Када је основана Независна радничка партија Југославије, био је изабран за председника месне организације у Горњем Милановцу. Полиција га је због тога ухапсила почетком 1924. године и вршила честе претресе његовог стана.
Доста времена провео је без сталног запослења због бојкота послодаваца, због чега је имао тешкоћа око издржавања своје породице (имао је деветоро деце).
У време шестојануарске диктатуре, одржавао је везу са партијском организацијом у Чачку, доносио летке и други партијски материјал. После сваког штрајка, демонстрација или јавног иступања, полиција га је хапсила, често и када није учествовао.
Уочи Другог светског рата радио је у Народном фронту, „Црвеној помоћи“, ангажовао се у изборним кампањама, организовао читалачке групе, излете и спроводио друге облике рада комуниста у друштвеним и спортским организацијама.
Био је један од организатора устанка у Србији 1941. године. Са још неколико најистакнутијих комуниста, био је члан Војно-револуционарног комитета у срезу таковском. Са своја три сина ступио је у редове Таковског батаљона Чачанског партизанског одреда „Др Драгиша Мишовић“. Почетком децембра 1941. године, иако већ у годинама, повукао се у Санџак, а касније у Босну. Приликом формирања Друге пролетерске бригаде, 1. марта 1942. године, био је борац Треће (Таковске) чете Другог чачанског батаљона. Учествовао је у свим борбама које је водила ова бригада. У борби на Борикама 1942. године био је рањен у груди. После краћег опоравка опет се вратио у чету.
Погинуо је код Омеровић вода, 22. јула 1943. године, приликом непријатељског бомбардовања партизанског положаја. И сва три његова сина који су пошли у НОБ погинула су током рата.
Указом Президијума Народне скупштине ФНР Југославије 20. децембра 1951. проглашен је за народног хероја.